# ハーバート・オースチン

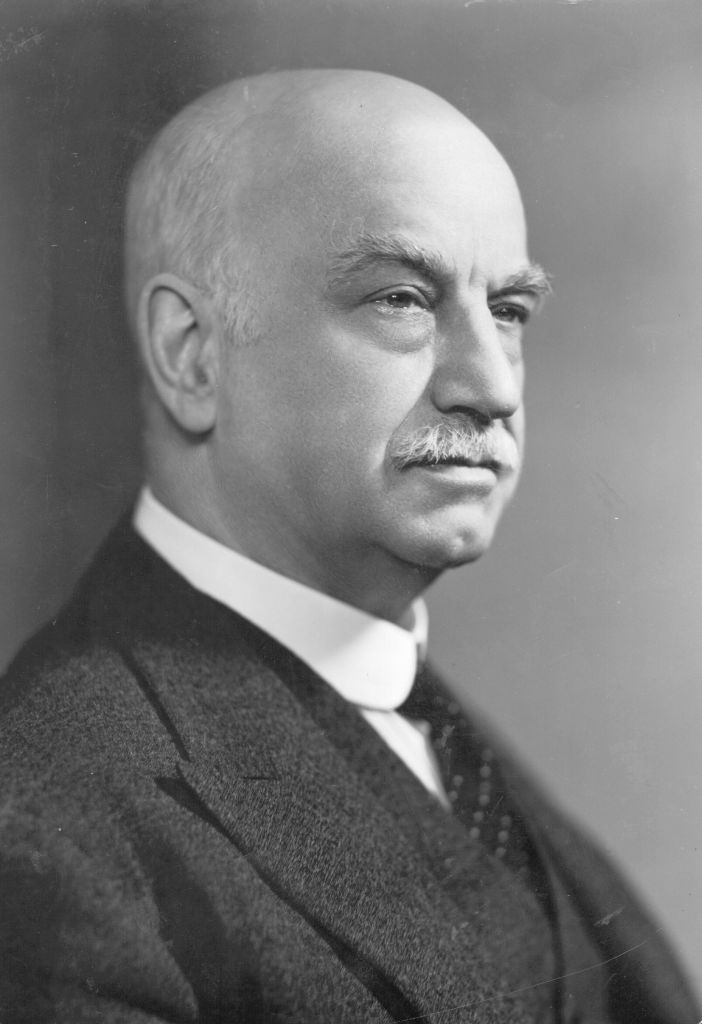
ハーバート・オースチン

ハーバート・オースチン（Herbert 'PA' Austin, 1st Baron Austin KBE、1866年11月8日 - 1941年5月23日）は、20世紀前半に活躍した英国の自動車設計技師、自動車製造会社経営者。
バッキンガムシャーの農家の息子としてリトル・ミスンデンに生まれる。1870年、父が農地管理人に任命されヨークシャー州ウェントワース・ウッドハウスに転居。ハーバートは村の小学校に通い、Rotherhamグラマー・スクールへ進学する。
1884年、17歳でオーストラリアに移住。母方の叔父がオーストラリア、メルボルンにすんでおり、家族を尋ねて英国にしばらく戻っていた。その叔父の帰郷にあわせハーバートは叔父とともにオーストラリアにケープタウン経由の船で向かう。

## オーストラリア、メルボルンでの生活
叔父はメルボルン北部でスコットランド生まれのメーファン・ファーガソンがはじめた技術会社の工場長だった。ハーバートの仕事は叔父の手伝いからはじまった。その2年後コーエン（Cowen ）という会社に移る。そこでは印刷機械とクロスレー・ガス・エンジンを取り扱っていた。さらにその後、メルボルンのロングランズ（Longlands ）鋳物会社で働く。ここでは蒸気機関車のボイラーや車輪、また、金鉱の掘削用具などを製造した。
絵を描くことが好きでメルボルンのHothanアートスクールにも通った。メルボルン市スペンサー通りにはヤラ川に架かるスイング橋があるが、この頃、ビクトリア州政府が主催したこの橋のデザインに応募したが選にはもれた。
1887年12月26日、21歳の時にヘレン・ドロンとメルボルンで結婚し家を購入。ヘレンはメルボルン生まれで、スコットランド出身の両親の7番目の娘だった。息子が生まれバーノンと名づけた。バーノンは第一次世界大戦に従軍し1915年亡くなっている。娘も1891年生のイレーネと、後ランバート夫人となるゾエの2人がいる。
結婚の3日前、ロングランズ鋳物会社を辞め、リチャード・ピックアップ・パークス（Richard Pick-up Parks）所有の機械工房の工場長の職を得た。パークスはフレデリック・ヨーク・ウーズレーのために羊毛刈取機を開発したばかりだった。
3ヶ月を羊毛刈取機の改良に費やし、その後、ハーバートはシドニーにある1887年に創立したばかりのウーズレー羊毛刈取機械会社への入社を請う。入社後、ほどなくして、ニュー・サウス・ウェールズ州とビクトリア州の州境にあるAvocaの羊毛刈取場に派遣される。機械の使用状況を調べるためだった。オースチンは、自身の改良を特許として取得したが、これを1893年3月10日にウーズレー羊毛刈取機械会社へ売却し、代わりに会社の株を受け取った。

## ウーズレー自動車
1893年11月、26歳の時フレデリック・ウーズレーの会社の英国進出に伴い英国に戻った。
ウーズレーは、シドニーの会社を畳み、ロンドンで新たに会社登記をおこない、バーミンガムのブロード・ストリートに工場を建設した。オースチンはそこで工場長となった。1894年、フレデリック・ウーズレーは引退。オースチンは手狭になったブロード・ストリートからより大きな場所を探しバーミンガム、Astonに移転。景気が悪くなり、自転車製造を始める。
オースチンは自動車に興味を持ち始め、仕事外の時間を見つけて、2種類の異なるタイプの車を作成する。ひとつは、ウーズレー羊毛刈取機械会社に買い上げられ、1900年販売リストに載せられた。1901年、ビッカーズが自動車部門を買収し、ウーズレー・ツール&モーター・カンパニーが誕生する。オースチンは、バーミンガムのアダレイ・パークの新会社に移る。しかし、ウーズレー羊毛刈取機械会社の仕事もパートタイムで引き受けることを許されていた。ハーバートは1911年から1933年までウーズレー羊毛刈取機械会社の会長(取締役会議長)を務めている。

## オースチン自動車
1905年にオースチンはウーズレー・ツール&モーター・カンパニーを有能な部下数人とともに退社。バーミンガムのウーズレーでも共に働いたことのある弟のハリーも参加し、オースチンは新規事業としてオースチン・モーター・カンパニーを立ち上げる。資本金は37000ポンドを用意し、工場を捜し求めた。使われなくなっていた古い印刷工場をバーミンガム郊外のロングブリッジに見つけた。ロングブリッジは、まだウスターシャー州に属していた。ロングブリッジがバーミンガムの市域に組み入れられたのは1911年である。
オースチンは1908年までに17種もの異なるモデルを生産した。1914年になると戦時操業体制となる。
1917年、オースチンは、戦時中の貢献によりナイトを叙勲される。さらにベルギー王レオポルト2世からベルギー難民3000人のロングブリッジ工場での雇用に対しベルギー勲章を叙勲される。
戦後の自動車生産は苦しくなり、オースチン自動車は1921年破産の危機に瀕する。1922年ベイビー・オースチンと愛称でよばれた「オースチン 7(セブン)」を登場させ、乗用車を所有したことのない顧客を想定し225ポンドという低価格で販売した。価格は年々引き下げられ、その販売台数は1925年には年間25,000台に達した。
ハーバート・オースチンは、1918年から1925年にかけて英国保守党下院議員も務めている。しかし議会での演説は一度もしていない。1936年、ロングブリッジのオースチン男爵（Baron Austin of Longbridge ）に叙爵されている。
オースチンの目印(ランドマーク)デザインは両大戦を通じてロングブリッジで製造された戦闘機、戦車に装備され、ドイツ軍との戦いに非常に役立った。また、「7」の設計は自宅としていたリッキー・グランジ(Lickey Grange)でおこなったこともよく知られている。オースチン自動車はセブンの成功で1934年には英国最大の自動車会社となった。さらに1921年の12/4も有名である。
1937年、法学博士Doctor of Laws（LL.D）をバーミンガム大学から授与されている。
オースチン・モーター・カンパニーは第二次世界大戦では、特に航空機生産、Horsa glider fuselages、 特装軍用車両、回転式銃座用油圧モーター、弾薬箱、機関銃用弾装, トミーガン、エリコン20mm機関砲、船舶・救命ボート用エンジン、、燃料タンク(en:jerrycan)の製造で貢献した。
ハーバート・オースチンは心臓発作と肺炎による発作で1941年5月23日亡くなっている。

## 注記
以下は英語版のもの
1. 1 2 3 4 5 6 7 8 9 10 11 12  Lambert, Chapter 1: Early Days
2. 1 2 3  Lambert, Chapter 2: Experimental Cars
3. ↑  Lambert, Chapter 3: Vickers and Wolseley
4. 1 2 3  Lambert, Chapter 6: The Austin Motor Company is formed
5. 1 2  Lambert, Appendix 3
6. 1 2 3 4 5 6 7  Lambert, Chapter 14: The End of a Career

## 参考
以下は英語版Wikipedia 18:23, 15 October 2006からのもの
- Lambert, Z.E. & Wyatt, R.J. (1968). Lord Austin - the Man, Altrincham: Sidgewick and Jackson Limited.
- Sharratt, Barney (2000. Men and Motors of the Austin: The inside story of a century of car making at Longbridge. Sparkford: Haynes Publishing.